# Deutsche Fechtmeisterschaften 1979
Bei den Deutschen Fechtmeisterschaften 1979 wurden Einzel- und Mannschaftswettbewerbe in den Disziplinen Herrendegen, Herrensäbel und Herrenflorett ausgetragen. Bei den Damen wurde nur Florett gefochten. Die Meisterschaften wurden vom Deutschen Fechter-Bund organisiert.
Im Herrenflorett gewann Harald Hein, bei den Damen siegte Cornelia Hanisch. Im Degen gewann erneut Alexander Pusch, im Säbel Jörg Stratmann.

## Herren

### Florett (Einzel)
| Platz | Sportler     | Verein                |
| ----- | ------------ | --------------------- |
| 1     | Harald Hein  | FC Tauberbischofsheim |
| 2     | Thomas Bach  | FC Tauberbischofsheim |
| 3     | Matthias Gey | FC Tauberbischofsheim |

### Florett (Mannschaft)
| Platz | Verein                | Sportler                                                            |
| ----- | --------------------- | ------------------------------------------------------------------- |
| 1     | FC Tauberbischofsheim | Matthias Behr Erk Sens-Gorius Achim Ohnhaus Harald Hein Mathias Gey |
| 2     | OFC Bonn              |                                                                     |
| 3     | TG Dörnigheim         | Christoph Frohwein Detlef Diederichs                                |

### Degen (Einzel)
| Platz | Sportler           | Verein                |
| ----- | ------------------ | --------------------- |
| 1     | Alexander Pusch    | FC Tauberbischofsheim |
| 2     | Hans Jana          | FC Tauberbischofsheim |
| 3     | Christoph Frohwein | TG Dörnigheim         |

### Degen (Mannschaft)
| Platz | Verein                | Sportler                                                                 |
| ----- | --------------------- | ------------------------------------------------------------------------ |
| 1     | FC Tauberbischofsheim | Ingo Borrmann Rafael Nickel Volker Fischer Oskar Muck Walter Steegmüller |
| 2     | FC Berlin-Grunewald   |                                                                          |
| 3     | USC München           |                                                                          |

### Säbel (Einzel)
| Platz | Sportler          | Verein             |
| ----- | ----------------- | ------------------ |
| 1     | Jörg Stratmann    | FSG Iserlohn       |
| 2     | Jürgen Grosser    | TSV Bayer Dormagen |
| 3     | Wolfgang Marzodko | OFC Bonn           |

### Säbel (Mannschaft)
| Platz | Verein                  | Sportler |
| ----- | ----------------------- | -------- |
| 1     | OFC Bonn                |          |
| 2     | TSV Bayer Dormagen      |          |
| 3     | Königsbacher SC Koblenz |          |

## Damen

### Florett (Einzel)
| Platz | Sportler         | Verein                |
| ----- | ---------------- | --------------------- |
| 1     | Cornelia Hanisch | Fechtclub Offenbach   |
| 2     | Sabine Bischoff  | FC Tauberbischofsheim |
| 3     | Gudrun Lotter    | FC Tauberbischofsheim |

### Florett (Mannschaft)
| Platz | Verein                  | Sportler                                                           |
| ----- | ----------------------- | ------------------------------------------------------------------ |
| 1     | OFC Bonn                |                                                                    |
| 2     | Königsbacher SC Koblenz |                                                                    |
| 3     | Heidenheimer SB         | Katrin Nissl Evely Reszt Heike Fischer Alice Egervary Petra Hirner |